# Éliminatoires de la Coupe du monde de football 2010, zone Amérique du Nord, Centrale et Caraïbes, premier tour
Cet article donne les résultats du premier tour de la zone Amérique du Nord, Centrale et Caraïbes pour les éliminatoires de la coupe du monde de football 2010.

## Résultats
| Match | Équipe 1                    | Résultat | Équipe 2                   | Aller | Retour    |
| ----- | --------------------------- | -------- | -------------------------- | ----- | --------- |
| 1A    | Dominique                   | 1-2      | Barbade                    | 1-1   | 0-1       |
| 1B    | Îles Turques-et-Caïques     | 2-3      | Sainte-Lucie               | 2-1   | 0-2       |
| 1C    | Bermudes                    | 4-2      | Îles Caïmans               | 1-1   | 3-1       |
| 1D    | Aruba                       | 0-4      | Antigua-et-Barbuda         | 0-3   | 0-1       |
| 2A    | Belize                      | 4-2      | Saint-Christophe-et-Niévès | 3-1   | 1-1       |
| 2B    | Bahamas                     | E 3-3 E  | Îles Vierges britanniques  | 1-1   | 2-2       |
| 2C    | République dominicaine      | 0-1      | Porto Rico                 | -     | ap 0-1 ap |
| 3A    | Îles Vierges des États-Unis | 0-10     | Grenade                    | -     | 0-10      |
| 3B    | Suriname                    | 7-1      | Montserrat                 | -     | 7-1       |
| 3C    | Salvador                    | 16-0     | Anguilla                   | 12-0  | 4-0       |
| 3D    | Nicaragua                   | 0-3      | Antilles néerlandaises     | 0-1   | 0-2       |

### Détails des rencontres
| Match 1A                   | Dominique     | 1 – 1 | Barbade      | Windsor Park, Roseau                           |                                                |
| 6 février 2008 19:00 UTC-4 | Pacquette 21e |       | Williams 43e | Spectateurs : 4 200 Arbitrage : Walter Quesada | Spectateurs : 4 200 Arbitrage : Walter Quesada |
| 6 février 2008 19:00 UTC-4 | Rapport       |       |              | Spectateurs : 4 200 Arbitrage : Walter Quesada | Spectateurs : 4 200 Arbitrage : Walter Quesada |

| 26 mars 2008 | Barbade      | 1 – 0 | Dominique | Kensington Oval, Bridgetown                   |                                               |
| 16:00 UTC-4  | Stanford 80e |       |           | Spectateurs : 4 150 Arbitrage : Carlos Batres | Spectateurs : 4 150 Arbitrage : Carlos Batres |
| 16:00 UTC-4  | Rapport      |       |           | Spectateurs : 4 150 Arbitrage : Carlos Batres | Spectateurs : 4 150 Arbitrage : Carlos Batres |

| Match 1B                   | Îles Turques-et-Caïques     | 2 – 1 | Sainte-Lucie | National Stadium, Providenciales                  |                                                   |
| 6 février 2008 19:45 UTC-5 | Lowery 31e · G. Glinton 74e |       | Nyhime 90+2e | Spectateurs : 2 200 Arbitrage : Alfredo Whittaker | Spectateurs : 2 200 Arbitrage : Alfredo Whittaker |
| 6 février 2008 19:45 UTC-5 | Rapport                     |       |              | Spectateurs : 2 200 Arbitrage : Alfredo Whittaker | Spectateurs : 2 200 Arbitrage : Alfredo Whittaker |

| 26 mars 2008 | Sainte-Lucie          | 2 – 0 | Îles Turques-et-Caïques | Vieux Fort National Stadium, Vieux Fort    |                                            |
| 15:00 UTC-4  | McPhee 28e · Elva 85e |       |                         | Spectateurs : 1 200 Arbitrage : Mark Forde | Spectateurs : 1 200 Arbitrage : Mark Forde |
| 15:00 UTC-4  | Rapport               |       |                         | Spectateurs : 1 200 Arbitrage : Mark Forde | Spectateurs : 1 200 Arbitrage : Mark Forde |

| Match 1C                   | Bermudes    | 1 – 1 | Îles Caïmans | Bermuda National Stadium, Hamilton               |                                                  |
| 3 février 2008 15:00 UTC-4 | Burgess 18e |       | Grant 87e    | Spectateurs : 2 000 Arbitrage : Mauricio Navarro | Spectateurs : 2 000 Arbitrage : Mauricio Navarro |
| 3 février 2008 15:00 UTC-4 | Rapport     |       |              | Spectateurs : 2 000 Arbitrage : Mauricio Navarro | Spectateurs : 2 000 Arbitrage : Mauricio Navarro |

| 30 mars 2008 | Îles Caïmans         | 1 – 3 | Bermudes                     | Truman Bodden Stadium, George Town           |                                              |
| 20:00 UTC-5  | M. Forbes 63e (pen.) |       | Degraff 18e 25e · Steede 52e | Spectateurs : 3 200 Arbitrage : Jair Marrufo | Spectateurs : 3 200 Arbitrage : Jair Marrufo |
| 20:00 UTC-5  | Rapport              |       |                              | Spectateurs : 3 200 Arbitrage : Jair Marrufo | Spectateurs : 3 200 Arbitrage : Jair Marrufo |

| Match 1D                   | Aruba   | 0 – 3 | Antigua-et-Barbuda                          | Trinidad Stadion, Oranjestad                  |                                               |
| 6 février 2008 20:00 UTC-4 |         |       | Dublin 23e · Gregory 27e · Sierra 40e (csc) | Spectateurs : 250 Arbitrage : Roberto Delgado | Spectateurs : 250 Arbitrage : Roberto Delgado |
| 6 février 2008 20:00 UTC-4 | Rapport |       |                                             | Spectateurs : 250 Arbitrage : Roberto Delgado | Spectateurs : 250 Arbitrage : Roberto Delgado |

| 26 mars 2008 | Antigua-et-Barbuda | 1 – 0 | Aruba | Antigua Recreation Ground, Saint John's           |                                                   |
| 16:15 UTC-4  | Challenger 86e     |       |       | Spectateurs : 1 000 Arbitrage : Courtney Campbell | Spectateurs : 1 000 Arbitrage : Courtney Campbell |
| 16:15 UTC-4  | Rapport            |       |       | Spectateurs : 1 000 Arbitrage : Courtney Campbell | Spectateurs : 1 000 Arbitrage : Courtney Campbell |

| Match 2A                   | Belize                       | 3 – 1 | Saint-Christophe-et-Niévès | Estadio Mateo Flores, Guatemala (Guatemala)   |                                               |
| 6 février 2008 15:00 UTC-6 | McCauley 7e 41e · Roches 23e |       | Williams 13e               | Spectateurs : 500 Arbitrage : Howard Stennett | Spectateurs : 500 Arbitrage : Howard Stennett |
| 6 février 2008 15:00 UTC-6 | Rapport                      |       |                            | Spectateurs : 500 Arbitrage : Howard Stennett | Spectateurs : 500 Arbitrage : Howard Stennett |

| 26 mars 2008 | Saint-Christophe-et-Niévès | 1 – 1 | Belize    | Warner Park, Basseterre                     |                                             |
| 19:00 UTC-4  | Mitchum 84e                |       | Smith 39e | Spectateurs : 2 000 Arbitrage : Neal Brizan | Spectateurs : 2 000 Arbitrage : Neal Brizan |
| 19:00 UTC-4  | Rapport                    |       |           | Spectateurs : 2 000 Arbitrage : Neal Brizan | Spectateurs : 2 000 Arbitrage : Neal Brizan |

| Match 2B                 | Bahamas       | 1 – 1 | Îles Vierges britanniques | Thomas Robinson Stadium, Nassau              |                                              |
| 26 mars 2008 19:00 UTC-4 | St. Fleur 47e |       | Lennon 68e                | Spectateurs : 450 Arbitrage : Roberto Moreno | Spectateurs : 450 Arbitrage : Roberto Moreno |
| 26 mars 2008 19:00 UTC-4 | Rapport       |       |                           | Spectateurs : 450 Arbitrage : Roberto Moreno | Spectateurs : 450 Arbitrage : Roberto Moreno |

| 30 mars 2008 | Îles Vierges britanniques | 2 – 2 | Bahamas                   | Thomas Robinson Stadium, Nassau (Bahamas)          |                                                    |
| 15:00 UTC-4  | Williams 78e 90e          |       | Bethel 40e · Mitchell 52e | Spectateurs : 940 Arbitrage : Felix Mercedes Suazo | Spectateurs : 940 Arbitrage : Felix Mercedes Suazo |
| 15:00 UTC-4  | Rapport                   |       |                           | Spectateurs : 940 Arbitrage : Felix Mercedes Suazo | Spectateurs : 940 Arbitrage : Felix Mercedes Suazo |

| Match 2C                 | Porto Rico          | 1 – 0 0a.p. | République dominicaine | Estadio Juan Ramón Loubriel, Bayamon             |                                                  |
| 26 mars 2008 20:00 UTC-4 | Villegas 96e (pen.) |             |                        | Spectateurs : 8 000 Arbitrage : Mauricio Morales | Spectateurs : 8 000 Arbitrage : Mauricio Morales |
| 26 mars 2008 20:00 UTC-4 | Rapport             |             |                        | Spectateurs : 8 000 Arbitrage : Mauricio Morales | Spectateurs : 8 000 Arbitrage : Mauricio Morales |

| Match 3A                 | Grenade                                                                                                   | 10 – 0 | Îles Vierges des États-Unis | Grenada National Stadium, Saint-Georges    |                                            |
| 26 mars 2008 15:00 UTC-4 | Roberts 3e 8e · R. Charles 9e 43e 65e 87e · S. Rennie 22e · Langaigne 56e · Bubb 82e · Ferguson 89e (csc) |        |                             | Spectateurs : 3 000 Arbitrage : Otis James | Spectateurs : 3 000 Arbitrage : Otis James |
| 26 mars 2008 15:00 UTC-4 | Rapport                                                                                                   |        |                             | Spectateurs : 3 000 Arbitrage : Otis James | Spectateurs : 3 000 Arbitrage : Otis James |

| Match 3B                 | Montserrat  | 1 – 7 | Suriname                                                                   | Marvin Lee Stadium, Macoya (Trinité-et-Tobago) |                                            |
| 26 mars 2008 18:00 UTC-4 | Farrell 48e |       | Christoph 36e 56e · Wondel 44e · Valies 65e · Huur 82e · Schuurman 85e 88e | Spectateurs : 100 Arbitrage : Joel Aguilar     | Spectateurs : 100 Arbitrage : Joel Aguilar |
| 26 mars 2008 18:00 UTC-4 | Rapport     |       |                                                                            | Spectateurs : 100 Arbitrage : Joel Aguilar     | Spectateurs : 100 Arbitrage : Joel Aguilar |

| Match 3C                   | Salvador                                                                                          | 12 – 0 | Anguilla | Estadio Cuscatlán, San Salvador                             |                                                             |
| 6 février 2008 19:30 UTC-6 | Martin 5e 18e · Corrales 31e 33e 54e 65e 68e · Cerritos 47e 77e 84e · Quintanilla 70e · Umaña 80e |        |          | Spectateurs : 15 000 Arbitrage : Javier Jauregui Santillian | Spectateurs : 15 000 Arbitrage : Javier Jauregui Santillian |
| 6 février 2008 19:30 UTC-6 | Rapport                                                                                           |        |          | Spectateurs : 15 000 Arbitrage : Javier Jauregui Santillian | Spectateurs : 15 000 Arbitrage : Javier Jauregui Santillian |

| 26 mars 2008 | Anguilla | 0 – 4 | Salvador                                                 | RFK Stadium, Washington, D.C. (États-Unis)     |                                                |
| 20:00 UTC-4  |          |       | Cerritos 7e · Corrales 15e · Monteagudo 22e · Torres 36e | Spectateurs : 22 670 Arbitrage : Valman Bedeau | Spectateurs : 22 670 Arbitrage : Valman Bedeau |
| 20:00 UTC-4  | Rapport  |       |                                                          | Spectateurs : 22 670 Arbitrage : Valman Bedeau | Spectateurs : 22 670 Arbitrage : Valman Bedeau |

| Match 3D                   | Nicaragua | 0 – 1 | Antilles néerlandaises | Estadio Cacique Diriangén, Diriamba          |                                              |
| 6 février 2008 15:00 UTC-6 |           |       | Jongsma 15e            | Spectateurs : 7 000 Arbitrage : Walter Lopez | Spectateurs : 7 000 Arbitrage : Walter Lopez |
| 6 février 2008 15:00 UTC-6 | Rapport   |       |                        | Spectateurs : 7 000 Arbitrage : Walter Lopez | Spectateurs : 7 000 Arbitrage : Walter Lopez |

| 26 mars 2008 | Antilles néerlandaises    | 2 – 0 | Nicaragua | Ergilio Hato Stadion, Willemstad                  |                                                   |
| 20:00 UTC-4  | Loran 42e · Zimmerman 81e |       |           | Spectateurs : 9 000 Arbitrage : Enrico Wijngaarde | Spectateurs : 9 000 Arbitrage : Enrico Wijngaarde |
| 20:00 UTC-4  | Rapport                   |       |           | Spectateurs : 9 000 Arbitrage : Enrico Wijngaarde | Spectateurs : 9 000 Arbitrage : Enrico Wijngaarde |